# بیگلدی
بیگلدی (به لاتین: Bigeldy) یک منطقهٔ مسکونی در روسیه است که در سرزمین آلتای واقع شده‌است.